# Эйлсворт, Рейко
Рейко Эйлсворт (англ. Reiko Aylesworth, род. 9 декабря 1972) — американская актриса.

## Жизнь и карьера
Рейко Эйлсворт родилась и выросла в Чикаго, штат Иллинойс, и закончила Вашингтонский университет, сразу после чего начала свою карьеру на локальной театральной сцене. В 1993 году она получила роль в дневной мыльной опере «Одна жизнь, чтобы жить», после чего начала играть эпизодические роли на телевидении и в кино.
Эйлсворт наиболее известна благодаря своей роли Мишель Десслер в телесериале «24 часа», где она снималась с 2002 по 2006 год. В 2003 и 2005 годах, как часть актёрского состава шоу, она номинировалась на Премию Гильдии актёров США. С тех пор она имела второстепенные роли в сериалах «Скорая помощь», «Остаться в живых», «Схватка», «Звёздные врата: Вселенная» и «Гавайи 5.0».

## Избранная фильмография
| Год  |   | Русское название      | Оригинальное название | Роль                  |
| ---- | - | --------------------- | --------------------- | --------------------- |
| 2007 | ф | Кто вы, мистер Брукс? | Mr. Brooks            | Шейла, адвокат Джесси |
| 2009 | с | Остаться в живых      | Lost                  | Эми Гудспид           |